# Església de Santa Eulàlia de Puig-oriol
L'església parroquial o Església de Santa Eulàlia és un edifici de le veïnat de Santa Eulàlia de Puig-oriol al municipi de Lluçà, dedicada a santa Eulàlia de Mèrida. Es tracta de la segona església del poble, construida en els segles xvi-xvii quan la vella església (uns sis cents metres més a l'oest de l'edifici actual) va ser abandonada. Edifici en estil barroc popular, va rebre una extensió i reforma major el 1855, quan va esdevenir església parroquial. Adossada a l'església hi ha la rectoria. El campanar quadrangular està coronat amb una balustrada. Durant la missa que s'hi celebra durant el dia de la patrona, el 10 de desembre, s'hi canten uns goigs del segle xix, amb lletra i música de mossèn Lluís Alemany més recent.
De l'església vella, en estil romànic que es trobava al lloc on encara hi ha el cementiri, només en queda una capella lateral.